# Game Insight
Game Insight es una desarrolladora mundial de juegos gratuitos para móviles y redes sociales que tiene su sede en Vilna, Lituania. La Compañía fue fundada en 2009 por Alisa Chumachenko, la exvicepresidenta de Astrum On-line.
Game Insight es famosa por sus muchos juegos Free-to-play para IOS, Android, Windows 8 y Teléfonos, como Paradise Island, My Contry y The Tribez. Además, fue la que desarrolló el primer juego de objetos escondidos para Facebook, Mistery Manor. Sus juegos han sido traducidos a 24 lenguas y son jugados en 218 países. La Compañía actualmente emplea más de 800 personas.

## Historia
La compañía fue fundada en 2009 en Moscú. En 2010 la compañía lanzó su primer juego, Resort World, para las redes sociales VKontakte y Facebook; más tarde el juego fue liberado para plataformas móviles. Paradise Island para Android era un proyecto más ambicioso y tuvo gran éxito en Google Play. En 2011 los juegos de Game Insight habían sido jugados por 50 millones de usuarios MAU. En 2012, la compañía abrió su oficina en San Francisco, EE. UU. (cerrada en 2014). Entre 2012 y 2013 abrió oficinas nuevas en San Petersburgo y Novosibirsk. Desde 2014 la sede permanece en Vilna, Lituania.

## Equipo
- Presidente — Igor Matsanyuk
- Fundador — Alisa Chumachenko
- CEO — Anatoly Ropotov
- Presidente — Maxim Donskikh

## Juegos y Plataformas
Game Insight desarrolla y publica juegos móviles para Android, IOS y Windows, así como para varias redes sociales. Todos utilizan el sistema Freemium, de modo que los jugadores pueden descargar los juegos gratis y más tarde pueden comprar monedas de juego y elementos diferentes si lo desean. Los títulos de la compañía son los siguientes:

### Para móviles
Running Shadow - Android, PC (May 2014)

Transport Empire - iOS (April 2014)

Dragon Warlords - Android (Sepember 2014)

Adventure Era - iOS (March 2014)

The Tribez & Castlez - iOS, Android, Amazon, Xiaomi (February 2014)

Cloud Raiders – Android, iOS, Widows Phone, Amazon (February 2014)

Sunshine Bay - iPad, iPhone (January 2014)

Tank Domination - iPad, iPhone (December 2013)

Hotel Enigma - iPad (December 2013)

Love and Dragons - iPad (October 2013)

Cat Story - iPhone, iPad, Android (September 2013)

Legacy of Transylvania - iOS (September 2013)

Big Business Deluxe - iOS, Android, Amazon, Windiws Phone (August 2013)

Starborn Wanderers - iOS, Android (July 2013)

2020: My Country - iOS, Android, Amazon, Windows 8, Windows Phone 8 (April 2013)

Battle Towers - Android, iOS (April 2013)

Dragon Eternity - iPad, iPhone, Android, Amazon (March 2013)

Hidden Land - iOS (February 2013)

Elements Battle - Android (December 2012)

Mirrors of Albion - iPad, Android, Amazon (October 2012)

Paradise Island - Android Olleh (August 2012) / iOS, Android, Amazon, Gfan, Mac (December 2010)

My Country - Android (August 2012) / iOS, Android Amazon, GetJar, Tstore Korea (August 2011)

My Railway - iOS (July 2012) / Android (January 2012)

Enchanted Realm - iOS (July 2012) / Android (December 2011)

Rule the Kingdom - Amazon (July 2012) / iOS (June 2012) / Android (April 2012)

Mystery Manor: Hidden Adventure - Android (June 2012) / iPad (December 2011)

The Tribez - iOS (March 2012)

Airport City - Android, iOS, Windows Phone 8, Windows 8 (February 2012)

Big Business - Android (January 2012)

X-Mercs - iPad (October 2015)

Guns of Boom - iOS, Android, Kindle (May 2017)

### Para Redes Sociales
2020: My Country - Facebook (April 2014)

Cloud Raiders - Facebook (March 2014)

The Tribez & Castlez - Facebook (February 2014)

Sunshine Bay - Facebook, Vkontakte (October 2013)

Mirrors of Albion - Facebook (October 2013)

Dragon Eternity - Facebook, Vkontakte, Web (September 2013)

The Tribez - Facebook (September 2013)

Hotel Enigma - Vkontakte (August 2013)

Rule the Kingdom - Facebook (May 2013)

Legacy of Transylvania - Vkontakte, Yahoo! Mobage (April 2013)

Mystery Manor - Yahoo! Mobage (July 2012) / Facebook, VKontakte, Orkut, QIP (October 2010) 

Airport City - Facebook, QQ.com, Yahoo! Mobage, VKontakte, QIP (May 2011)
My Country - Facebook, VKontakte, Draugiem.lv, Bebo (December 2010)
Big Business - Facebook, VKontakte, QIP (October 2010)